# Kralj šamana (TV serija iz 2021)
Kralj šamana (енгл. Shaman King, često stilizovano kao SHAMAN KING) iz 2021. godine je druga anime adaptacija istoimene mange koju je napisao i ilustrovao Hirojuki Takei.
Manga je prvi put adaptirana u anime seriju 2001-2002. godine u produkciji studija TV Tokyo, NAS i Xebec, i prikazivala se na japanskom kanalu TV Tokyo kada je ubrzo postala fenomen i proizvela mnoge igrice, sličice i ostale reklamne materijale. Međutim, ova adaptacija nije sadržala originalni kraj iz mange. Juna 2020. godine objavljeno je da će Kralj Šamana dobiti novi anime koji će adaptiratati 35 tomova mange i sadržati pravi kraj. Prva epizoda objavljena je 1. aprila 2021, a poslednja 21. aprila 2022. godine.
Nakon emitovanja poslednje epizode, potvrđeno je da će nastavak serijala, Shaman King: Flowers, takođe dobiti anime adaptaciju. Vest je potvrđena marta 2023. godine, kao i da će prva epizoda izaći januara 2024.

## Sinopsis
Za razliku od prošle adaptacije, ova verzija pokriva sve tomove mange.
Priča prati Joa Asakuru, naizgled bezbrižnog mladića koji može da komunicira sa duhovima. Na svakih petsto godina održava se turnir u kome se šamani kao Jo bore za titulu Kralja šamana. Pored titule, pobednik se spaja sa Velikom dušom, bićem nalik bogu, i dobija njegove sposobnosti. 

## Produkcija
Produkciju druge adaptacije vršio je studio Bridge sa Džodžijem Furutom kao režiserom, Šodžijem Jonemurom kao scenaristom, Satohiko Sano kao karakter dizajnerom i Jukijem Hajašijem kao kompozitorom. Joko Hikasa daje glas Jou Asakuri, dok Megumi Hajašibara (Ana Kjojama), Kacujuki Koniši (Amidamaru) i Minami Takajama (Hao Asakura) opet pozajmljuju svoje glasove pomenutim likovima.

## Muzika
Megumi Hajašibara, pevačica iz prve anime serije, pozajmljuje svoj glas i u ovoj adaptaciji. Dotična je otpevala prvu uvodnu i odjavnu špicu (uvodna: Soul salvation, odjavna: My Fingertip).  Drugu odjavnu špicu odradila je Nana Mizuki (pesma: Get up! Shout!), a odjavnu pevačica Jui Horie (pesma: ). Treću odjavnu špicu otpevao je bend saji (pesma: ), a četvrtu Joova glasovna glumica, Joko Hikasa (pesma: ). Epizode 33 i 37 nemaju uvodnu špicu, sa tim da 33. epizoda ima jedinstvenu odjavnu špicu koju je opet otpevala Megumi Hajašibara (pesma: ).

## Spoljašnji izvori
- Zvanični sajt druge anime adaptacije (језик: јапански)
- Druga adaptacija na enciklopediji sajta Anime News Network (језик: енглески)
- Druga adaptacija na -u (језик: енглески)
- Druga adaptacija na -u[мртва веза] (језик: енглески)